# Marija Milić
Marija Milić je hrvatska rukometašica koja trenutno igra za ŽRK Lokomotiva Zagreb.

## Uspjesi
- - prvenstvo Hrvatske 2014.
  - kup Hrvatske 2014.

## Vanjske poveznice
- Marija Milić  Arhivirana inačica izvorne stranice od 10. veljače 2015. (Wayback Machine)